# 2С9 «Нона-С»
Самохі́дна артилері́йська установка 2С9 «Но́на-С» — основна артилерійська система повітряно-десантних та аеромобільних військ. Гусенична, броньована, плаваюча, аеротранспортабельна, авіадесантовна парашутним, парашутно-реактивним та посадочним способами. 2С9 «Нона-С» призначена для безпосередньої вогневої підтримки підрозділів повітряно-десантних військ на полі бою.
Самохідна артилерійська установка (САУ) 2С9 «Нона-С» може бути десантована з літаків ВТА (військово-транспортної авіації) типу Ан-12, Ан-22, Ан-70, Ан-124, Іл-76.

## Історія створення
У період свого розквіту радянські повітряно-десантні війська (останні два десятиліття існування СРСР) становили могутню силу. Підтримувана тоді воєнна доктрина Радянського Союзу передбачала застосування повітряно-десантних військ, як засіб випередження дій противника в ході ведення стратегічних наступальних операцій. Шість повітряно-десантних дивізій, близько 15 окремих повітряно-десантних та десантно-штурмових бригад і полків, окремі бригади і батальйони спеціального призначення мали спроможності щодо перекидання в будь-яку точку земної кулі. Прикладом тому може слугувати захоплення Праги (Чехословаччина) в 1968 р. силами 7-ї і 98-ї гвардійських дивізій ПДВ під час операції «Дунай» і ще швидше оволодіння Кабулом 103-ю Гвардійською повітряно-десантною дивізією в 1979 році під час введення радянських військ в Афганістан.
Широкомасштабні бойові дії «крилатої піхоти» на території противника — а саме так планувалося використовувати ПДВ — вимагали значної вогневої потужності. Забезпечити її могла тільки артилерія, що діяла разом з десантниками. Авіадесантні самохідні артилерійські установки АСУ-57 та АСУ-85, що перебували на озброєнні десанту з 60-х рр., мали своїм головним завданням боротьбу з танками. Але десантування дуже важкої АСУ-85 здійснювалося тільки шляхом посадки транспортного літака на злітно-посадкову смугу, що обмежувало головну тактичну перевагу десанту — раптовість.
Тому, наприкінці 60-х рр., в СРСР була створена принципово нова бойова машина десантних військ БМД-1. На її базі вирішили розробити й самохідну артилерійську установку, що отримала назву 2С2 «Фіалка». Але використання потужної 122-мм артилерійської гармати, аналогічної тій, що встановлена на САУ 2С1 «Гвоздика», мало наслідком те, що шасі БМД-1 не витримувало перевантажень при стрільбі. Окрім 2С2 «Фіалки», також на базі БМД-1, спеціально для десантних військ був розроблений 120-мм самохідний міномет 2С8 «Ландыш» («Конвалія»), що заряджався з казенника. Але й він не був взятий на озброєння.
До середини 70-х на Волгоградському тракторному і Курганському машинобудівних заводах, також для повітряно-десантних військ, на конкурсній основі були створені два легких танки («об'єкт 934» і «об'єкт 685»), основною зброєю яких була довгоствольна 100-мм гармата. Проте, з низки причин вони теж не були взяті на озброєння. Завдання щодо створення могутнього самохідного вогневого засобу для підтримки дій десантників продовжувало залишатися вельми гострою.
Приблизно в той же час на озброєння повітряно-десантних військ був взятий і гусеничний десантний бронетранспортер БТР-Д. Його головною відмінністю від БМД-1, на основі якої він створювався, була відсутність поворотної башти і подовження на один коток шасі, що дозволило підвищити вантажопідйомність. Водночас під керівництвом доктора технічних наук Авеніра Новожилова конструкторами з ЦНІІ Точного машинобудування, що в підмосковному Климовське, спільно з фахівцями відомої Мотовіліхи в Пермі, була створена принципова нова 120-мм нарізна гармата 2А51 для безпосередньої підтримки сухопутних військ. Це дозволило розробити та в 1981 р. взяти на озброєння повітряно-десантних військ універсальну артилерійську систему, що поєднувала в собі функції гармати, гаубиці і міномету.
Самохідна артилерійська установка для повітряно-десантних військ отримала назву 2С9 «Нона-С». За однією з легенд, що завжди виникають при створенні нової зброї, «НОНА» — не ім'я жінки, а абревіатурне скорочення назви — «рос. Новое орудие наземной артиллерии».

### Характеристики гармати
Навіть для сьогодення 2С9 «Нона-С» — унікальна артилерійська система, що поєднує в собі властивості гармат різних видів і призначена для безпосередньої вогневої підтримки підрозділів повітряно-десантних військ на полі бою.
Можливості цієї гармати дозволяють застосовувати її не тільки для ураження живої сили і руйнування оборонних споруд супротивника, але і вести боротьбу з танками, для чого до боєкомплекту входять різні набої. В першу чергу, це спеціальні осколково-фугасні артилерійські снаряди з готовим нарізом на провідному поясочку; такими снарядами можна вести вогонь на дальність до 8,7 км, а їх невисока початкова швидкість (367 м/с) дозволяє вести стрільбу з великою крутістю траєкторії.
Важливою характеристикою гармати 2С9 «Нона-С» щодо безпосередньої підтримки військ на полі бою є її найменша дальність стрільби: для артилерійського снаряда вона становить 1,7 км, а для міни — 400 м. Тому до боєкомплекту 2С9 можуть входити звичайні 120-мм мінометні міни — осколково-фугасні, освітлювальні, димові і запалювальні.
Прицільна дальність стрільби осколково-фугасною міною — 7,1 км. Це дозволяє здійснювати підтримку своїх військ з вогневих позицій безпосередньо з бойових порядків піхоти.
Гармата 2С9 «Нона-С» відмінно пасує для безпосередньої підтримки військ на полі бою. Як правило, стрільба під кутом підіймання ствола від −4° до +35° ведеться снарядами, а при куті підіймання до +80° — мінами. Оскільки при діях в тилу противника не завжди можна розраховувати на своєчасне підвезення набоїв, то для самохідної артилерійської гармати 2С9 передбачена можливість використання 120-мм осколково-фугасних мін від мінометів виробництва інших країн. З моменту створення гармати на «Ноні» пройшли випробування боєприпаси виробництва Німеччини, Франції, Ізраїлю, Іспанії, Китаю.
Основний боєприпас для 2С9 «Нона-С» є надпотужний осколково-фугасний снаряд 30Ф49. При його вибуху утворюється понад 3500 осколків вагою 0,5-15 г, що розлітаються зі швидкістю 1800 м/с. Якщо детонатор цього снаряду встановлений на фугасну дію, то в ґрунті утворюється вирва завглибшки 2 м та діаметром 5 м. Постріли 30Ф49 дозволяють «діставати» цілі на відстані до 8,7 км. Для боротьби з бронетехнікою використовуються кумулятивні снаряди. Початкова швидкість такого снаряда дорівнює 560 м/с та забезпечує високу точність стрільби на дальність до 1 кілометра. При цьому снаряд здатний пробити більше 600 мм сталевої броні і дозволяє ефективно вести боротьбу з бронетехнікою противника.
Ефективність уламкової дії таких 120-мм снарядів наближається до ефективності звичайних 152-мм осколково-фугасних снарядів радянських та іноземних гаубиць.
Боєкомплект, що возиться, складається з 40 осколково-фугасних, кумулятивних, запалювальних, димових та освітлювальних пострілів.
До екіпажу машини входить чотири особи: командир, навідник, заряджаючий та механік-водій.

### Технічні характеристики
Необхідність десантування САГ парашутним способом вимагала зробити її дуже легкою. Тому броньовий корпус САГ виготовлений з алюмінієвої броні, проте він захищає екіпаж та обладнання від рушнично-кулеметного вогню. Потужний рушій: 6-циліндровий V-подібний дизель з рідинним охолоджуванням 5Д20, потужністю в 240 к.с., і гідропневматична підвіска забезпечують 2С9 «Нона-С» велику рухливість — максимальну швидкість по шосе до 60 км/год, а на плаву до 9 км/год. Керована підвіска забезпечує не тільки плавність ходу, але і дає можливість змінювати величину дорожнього просвіту: при необхідності висоту самохідної гармати можна зменшити на 35 см. Оскільки заряджання такої зброї при великих кутах піднесення, особливо характерних для стрільби по-мінометному, досить трудомістке, то його забезпечили спеціальним пневматичним механізмом досилання. Стиснуте повітря використовують також і для продування каналу ствола після кожного пострілу, що значно знижує загазованість бойового відділення.
Досвід бойового застосування цієї установки, в тому числі й в Афганістані, довів її високу надійність: 2С9 «Нона-С» своїм вогнем не раз виручала десантників. Піднятий майже в зеніт ствол дозволяв вирішувати в горах такі завдання, які не могли впорати ані гаубиці, ані гармати.

### Модифікації
- 2С9-1 «Свірістелка»: У 1985 р. за наслідками бойового застосування в Афганістані була проведена модернізація САО з метою збільшення бортового боєзапасу до 40 пострілів.
- 2Б16 «Нона-К»: Висока ефективність бойового застосування нової гармати довела необхідність мати її не тільки в повітряно-десантних, а й в сухопутних військах і морській піхоті. Тому, спеціально для оснащення мотострілецьких батальйонів сухопутних військ була розроблена і в 1986 взята на озброєння гармата 2Б16 «НОНА-К», яку перевозить буксир.
- Подальшим розвитком 2С9 «Нона-С» стала самохідна артилерійська гармата САГ 2С23 «Нона-СВК», яка взята на озброєння у 1990. Базою для нею послужив колісний бронетранспортер БТР-80. Нова центрозарядна нарізна напівавтоматична артилерійська гармата 2А60 розташована в зварній башті з крицевих броньових листів; така башта в цілому аналогічна башті 2С9 «Нона-С».

У 1993 році в Росії створена та в 1996 взята на озброєння 120-мм автоматизована САГ 2С31 «Вена» («Відень») («об'єкт 934»). Її шасі виготовлене на базі бойової машини піхоти БМП-3 масою 19,5 тон.

### Машина управління вогнем артилерії «Реостат» (1В116/1В118/1В119)
Одночасно з артилерійською системою 2С9 «Нона-С» у війська на озброєння пішла машина управління вогнем артилерії 1В119 «Реостат». Вона обладнана РЛС розвідки наземних цілей з дальністю виявлення до 14 км, лазерним далекоміром (дальність до 8 км), денними та нічними приладами спостереження, топоприв'язником, бортовою ЕОМ, двома радіостанціями Р-123, однією Р-107. Екіпаж розташовується у рубці, прилади встановлені в обертовій башті.

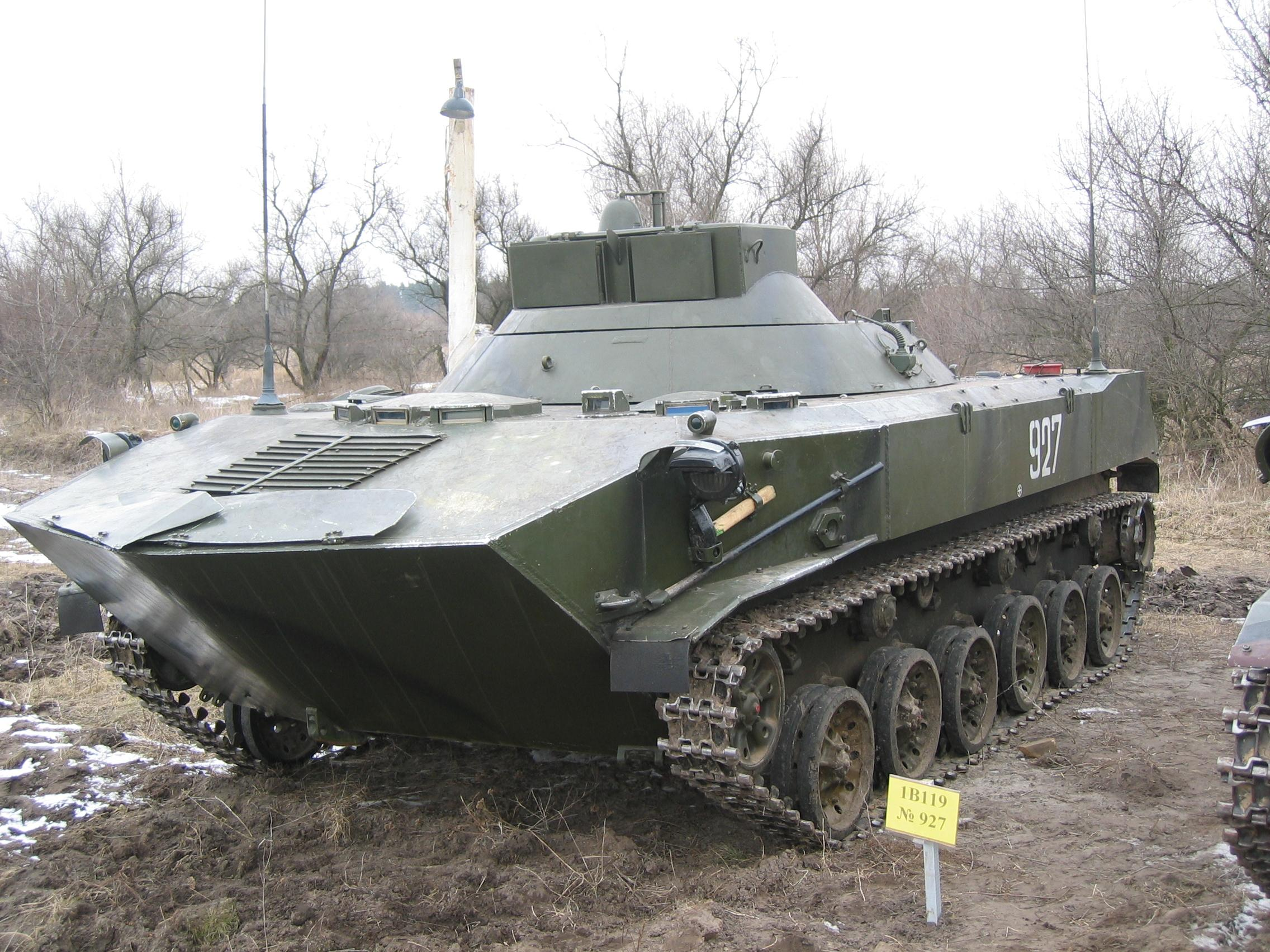
Машина управління вогнем артилерії 1В119 «Реостат»

Озброєння включає: курсовий ПКТ, ПЗРК, три реактивні протитанкові гранати типу РПГ-18 «Муха».

## Оператори
Приблизна кількість 2С9 на цей час у світі
- Росія — близько 600
- Україна — 63
- Узбекистан — 60
- Білорусь — 54
- Азербайджан — 27
- Киргизстан — 12
- Туркменістан — 12
- Молдова — 9

### Україна
Станом на 2021 рік єдиним оператором 2С9 в Україні є 25-та окрема повітряно-десантна бригада, що зазнала найбільших втрат особового складу у гарячій фазі бойових дій на Донбасі у 2014 році. Також було втрачено, пошкоджено, або випрацювано ресурс значної кількості техніки.
Наприкінці березня 2021 року Український мілітарний портал повідомив, що у Шепетівці на ремонтному заводі «схрещують» артилерійську частину 2С9 «Нона» та шасі БМП/БРМ. Таким чином в Україні реалізують концепцію радянської самохідної артилерійської установки 2С17-2 «Нона-СВ».
Однак, було не зрозуміло чи є це ініціативним проєктом ДП «Шепетівський ремонтний завод», чи державною програмою по заміні шасі артилерійських установок 2С9 на більш поширене в українському війську.